# SNR G007.7-03.7
SNR G007.7-03.7, llamado también G7.7−3.7 y PKS 1814-24, es un resto de supernova que se localiza en la constelación de Sagitario.

## Características
SNR G007.7-03.7 tiene una morfología de concha en la banda de radio.
Sin embargo, la imagen en rayos X de este objeto revela como característica un arco en el sur, que difiere del límite observado en banda de radio. A lo largo del arco, parece haber una correlación negativa entre el brillo rayos X y el brillo en radio. Aunque el arco sur es el único rasgo brillante de rayos X, se detecta una emisión de rayos X tenue y difusa dentro del límite este en radio. El espectro se caracteriza por la existencia de plasma poco ionizado y por abundancias de elementos inferiores a las del Sol. Por otra parte, hasta el momento no se ha encontrado ningún remanente estelar vinculado a SNR G007.7-03.7.
SNR G007.7-03.7 tiene una edad de 1200 ± 600 años.
La distancia a la que se encuentra SNR G007.7-03.7 es muy imprecisa, estando en el rango de 3200 - 6000 pársecs. Utilizando la relación empírica Σ–D (brillo superficial-diámetro), se ha estimado que este resto de supernova se encuentra aproximadamente a 4400 pársecs.

## Asociación con SN 386
Se ha asociado a SNR G007.7-03.7 con el evento astronómico observado en el año 386 por astrónomos chinos. Diversas fuentes registraron cómo una «estrella invitada» apareció en el asterismo de Nan-Dou (南 斗) —actualmente en Sagitario— entre el tercer y el sexto mes del undécimo año del período de reinado Tai-Yuan de la dinastía Jin. La edad y posición de SNR G007.7-03.7 concuerdan como el resto de una posible supernova responsable de dicho evento. Esta asociación sugiere que la supernova de 386 pudo ser una supernova de baja luminosidad, posiblemente un tipo IIP, lo que explicaría que solo fuera visible durante un período relativamente corto (entre 2 y 4 meses).
Aunque inicialmente se consideró SNR G011.2−00.3 como el principal candidato a ser el resto de la estrella invitada de 386, posteriormente fue descartado porque la supernova que dio lugar a SNR G011.2−00.3 no pudo ser visible a simple vista, dada su distancia y la gran extinción interestelar que su luz experimentaría antes de llegar a la Tierra.